# Ochropleura musiva
Ochropleura musiva is een vlinder uit de familie van de uilen (Noctuidae). De wetenschappelijke naam van de soort is voor het eerst geldig gepubliceerd in 1827 door Hübner.
Volgens sommige bronnen is het een synoniem voor Dichagyris musiva.